# 本庄桂輔
本庄 桂輔（ほんじょう けいすけ、1901年5月24日 - 1994年8月27日）は、日本の劇作家、演出家、フランス演劇研究者。筆名に高島慶三。

## 人物・来歴
東京麹町生まれ。本名・桂介。1926年立教大学文学部英文科卒。在学中より同人誌に戯曲を発表。岸田国士に認められ、1928年から1931年パリでジョルジュ・ピトエフに演劇研究を学ぶ。帰国後は立教大学教授。1944年三菱重工業に入社。1951年より丸善発行の『学鐙(學鐙)』編集長となり、長年務めた。演出、ユーモア小説の執筆なども行った。

## 著書
- 『社長邸勤務』（東成社、ユーモア文庫） 1941
- 『河豚と友情』（東成社、ユーモア文庫） 1943
- 『演劇の鬼 ピトエフ夫妻の一生』（白水社） 1958
- 『サラ・ベルナールの一生』（角川書店） 1962、のち新潮社 1970
- 『フランス近代劇史』（新潮社） 1969
- 『「学鐙」編集の思い出』（白凰社） 1985

## 翻訳
- 『弱き性』（E・ブールデ、白水社、現代世界戯曲選集8） 1954

## 論文
- Cinii